# Rampal Celaket
Rampal Celaket is een bestuurslaag in het regentschap Malang van de provincie Oost-Java, Indonesië. Rampal Celaket telt 5832 inwoners (volkstelling 2010).